# ガンダムマガジン
『ガンダムマガジン』は、アニメーション映画『機動戦士ガンダムF91』公開当時に刊行されたガンダムシリーズ専門漫画雑誌。1990 - 1991年、講談社刊。『コミックボンボン』『週刊少年マガジン』共同編集。1991年6月30日の6号目で廃刊。その後、2006年10月、『コミックボンボン』11月号増刊として15年ぶりに刊行された。
2006年12月には、1990 - 1991年に刊行された全6号が「ガンダムマガジン コンプリートBOX」として復刊。

## 掲載作品

### 漫画

#### 1-6号までの作品
- ガンダム伝説
  - RX-78誕生秘話 （細井雄二）
  - 機動戦士Ζガンダム 宇宙を越える者 （岩田和久）
  - 始動せよ！ΖΖガンダム!! （みやぞえ郁雄）
  - νガンダム秘話 ネオ・ジオンの亡霊 （岩村俊哉）
- 機動戦士ガンダムF91（井上大助）
- 機動戦士ガンダムF91 フォーミュラー戦記0122（岩村俊哉） - スーパーファミコン作品の漫画版
- 機動戦士ガンダムF91番外編 シーブックの騎士道物語（井上大助）
- カミーユ＝ビダンのまんが教室（佐藤元）
- 笑撃戦隊 Gアームズ（あおきけい）
- プルちゃんのお料理おいしんぼ教室（佐藤元）
- 超Cガンダム じおんくん（神矢みのる）
- シャアの日曜大工教室（佐藤元）
- アムロの元祖おもちゃ教室（佐藤元）
- 改造戦士BBキッド（友杉達也）
- SDキャラオールスターによるアニメ教室（佐藤元）

#### 2006年増刊の作品
- 爆!ガンダムマン （松本久志）
- 機動戦士ガンダムMSV戦記 ジョニー・ライデン（長谷川裕一）
- MS海洋戦記 眼下の宇宙（西川伸司）
- 機動戦士ガンダムALIVE エピソード0
- アムロ10番勝負 round 1（津島直人）
- 白い衝撃（玉越博幸）
- 機動戦士ガンダムエクスプロージョン（杉山実）

### イラストレーション
- Zeon Alive!!（藤岡建機）
- MS-06RSZ ZAKU II SPECIAL TUNE VERSION（藤沢とおる）
- 始まりは騎士（真島ヒロ）